# Idia scobialis
Idia scobialis là một loài bướm đêm thuộc họ Noctuidae. Nó được tìm thấy ở Michigan, miền nam Quebec và Maine, phía nam đến Florida và at lĐông Kentucky.
Sải cánh dài khoảng 20 mm. Có một lứa một năm.
Ấu trùng ăncây lá rụng mùa đông, gồm cả lá chết.